# Matt Piet
Matt Piet (* um 1990 in Chicago) ist ein US-amerikanischer Jazz- und Improvisationsmusiker (Piano, Komposition). „Piet ist ein melodischer Spieler“, schrieb Peter Margasak im Chicago Reader, „jedoch seine Qualität liegt in seiner rhythmischen Lebhaftigkeit und einem fraktalen Gespür für Phrasierung.“

## Leben und Wirken
Piet wuchs in dem Chicagoer Suburb Palos Park auf und begann mit zehn Jahren Piano und Gesang zu lernen. Neben seiner klassischen Ausbildung am Berklee College of Music in Boston beschäftigte er sich mit Jazz, Improvisation und Komposition. 2014, nach seiner Rückkehr nach Chicago, arbeitete er der dortigen Jazz- und Improvisationsszene u. a. im Trio mit Dave Rempis und Tim Daisy, einem eigenen Trio (mit Charlie Kirchen (Bass) und Julian Kirshner (Schlagzeug) bzw. Ben Dillinger und Tommaso Moretti) und mit Jake Wark (Tenorsaxophon) und Bill Harris (Schlagzeug) in der Formation Four Letter Words (Album Blow, 2016).
Im selben Jahr legte Piet unter eigenem Namen das Album Of Sound Mind (Amalgam Music) vor, das er in Triobesetzung mit dem Bassisten Albert Wildeman und dem Schlagzeuger Julian Kirshner eingespielt hatte. Es erhielt eine positive Besprechung in All About Jazz. Matt Piet leitet die Veranstaltungsreihe Incipient Sessions, mit Auftritten Chicagoer Musiker wie Tim Daisy, Nick Mazzarella und Josh Berman.

## Diskographische Hinweise
- Matt Piet Trio: Of Sound Mind (Amalgam, 2015), mit Albert Wildeman, Julian Kirshner
- Matt Piet, Charlie Kirchen, Julian Kirshner: Live at Elastic Arts (2017)
- Rempis / Piet / Daisy: Hit the Ground Running (Aerophonic Records, 2017)
- Rempis / Piet / Daisy: Throw Tomatoes (2018)
- Matt Piet & His Disorganization: Rummage Out (Clean Feed, 2018), mit Josh Berman, Nick Mazzarella, Tim Daisy
- City in a Garden (2018)
- Tobacco Monogamy (2020) solo
- (pentimento) (Amalgam, 2021) solo
- Matt Piet, Raoul van der Weide, Frank Rosaly: Out of Step: Live in Amsterdam (2022)